# Мегалос Принос
Мега̀лос Прѝнос или Мегало Казавѝти (на гръцки: Μεγάλος Πρίνος, до 1954 година Μεγάλο Καζαβήτι, катаревуса Μεγάλον Καζαβήτιον, до 1981 година Πρίνος) е село на остров Тасос в Северна Гърция.

## География
Селището е разположено в центъра на острова, на 340 m надморска височина в западното подножие на планината Ипсарио. На селския площад има огромен вековен чинар, под чиято корона са разположени две таверни.

## История
Старата църква „Свети Апостоли“ в селото е от 1803 година, разположената на север „Свети Йоан Предтеча“ е от 1865 година, северозападната „Свети Димитър“ е приблизително от същия период, а източната „Света Неделя“ е от 70-те години на XIX век.
На австро-унгарската военна карта е отбелязано като Megalo Kasamiti (Kazavid).
В 1928 година селото има 747 жители, от които 9 гърци бежанци. След Втората световна война започва масова миграция към Каливес и други крайбрежни селища.
| Година    | 1913 | 1920 | 1928 | 1940 | 1951 | 1961 | 1971 | 1981 | 1991 | 2001 | 2011 | 2021 |
| --------- | ---- | ---- | ---- | ---- | ---- | ---- | ---- | ---- | ---- | ---- | ---- | ---- |
| Население | 1030 | 874  | 747  | 888  | -    | 13   | 16   | 31   | 31   | 30   | 26   | 35   |

## Личности
Родени в Мегалос Принос
- Калиник Стаматиадис